# قلعه ناصر خانی
بقایای قلعه ناصر خانی مربوط به دوره ساسانیان است و در شهرستان قیروکارزین، بخش افزر، دهستان افزر، ۲۰۰ متری شرق روستای تنگکله واقع شده و با شمارهٔ ثبت ۲۶۶۲۷ به‌عنوان یکی از آثار ملی ایران به ثبت رسیده است.